# Осучукву, Чиди
Чи́ди Осучу́кву (англ. Chidi Osuchukwu; 11 октября 1993, Бенин-Сити, Нигерия) — нигерийский футболист, полузащитник.

## Карьера

### Клубная
Профессиональную карьеру начал в футбольном клубе «Гейтвей», выступая за юношеские команды. В 2010 году перешёл в другой нигерийский клуб «Долфинс». В 2011 году помог «Долфинсу» стать чемпионом страны, проведя за команду 16 встреч. В 2013 году перешёл в португальскую «Брагу». 14 марта 2014 года дебютировал в составе португальской команды в матче против «Академики». В начале 2017 года стал игроком «Динамо» (Брест). 12 марта дебютировал в составе клуба в матче 1/4 финала Кубка Белоруссии против минского «Динамо».
В январе 2020 года перешел в брестский «Рух». В составе «Руха» Осучукву провел 11 игр и отметился одной голевой передачей.
16 октября 2020 года Чиди Осучукву подписал контракт с клубом «Томь», став первым африканцем в истории томского клуба.

### В сборной
Участник юношеского чемпионата мира 2013 года (U-20) (2 игры).

## Достижения
- Чемпион Нигерии: 2011
- Чемпион Белоруссии: 2019
- Обладатель Кубка Белоруссии (2): 2016/17, 2017/18
- Обладатель Суперкубка Белоруссии: 2019